# Antonio Maria Labayen
Antonio Maria Labayen Toledo, né le 12 janvier 1898 et mort le 12 octobre 1994 à Tolosa, est un politicien, écrivain et académicien basque espagnol de langue basque. Il est aussi connu sous les pseudonymes d'Ibalan, Matxingorri, Aspaldiko, L. Ayanbe, Etxekorena et Ibargi.

## Biographie
Il fait des études de commerce à Saragosse et en 1920, il réalise une comédie en deux actes Txinparta Buruzagi qui est publiée dans l'hebdomadaire Kaiku en 1921. En 1930, Antonio Maria Labayen remporte le premier prix de langue basque à l'École Saint-Thomas (Saint-Sébastien . Sa première œuvre est une comédie intitulée Euskal Eguna (le jour basque). En 1931, il est élu conseiller pour le Parti nationaliste basque à Tolosa, avant d'être nommé maire en 1933. 
Personnalité de grande curiosité, il apprend à jouer du violon, se lie d'amitié avec Orixe et, surtout, Xabier Lizardi et il est toujours impliqué dans la culture basque. En 1932, il fonde et dirige la revue théâtrale Antzerti. Il va y publié et dans plusieurs autres revues ses productions théâtrales telles que Txinparta buruzagi, Ostegun gizena, Maya, Mateo Txistu, Euskal Eguna, Iparraguirre, Berezi (traduction du français), Gizon bizarpeituti eta Emazte Bizartsuti, Irunxeme, Irri-Itzaldia. En 1936, avec la guerre civile espagnole, il ira vivre huit ans à Sare (Labourd). À son retour, malgré les difficultés de la reprise des publications politiques et culturelles, il publiera à nouveau en espagnol et en basque.

## Publications
Essais
- Euskal antzertia'aren edestirako apur batzuek, 1933, López Mendizabal ;
- Teatrogintza eta Yakintza, 1973, Itxaropena.

Théâtre
- Ostegun-Gizena, 1930, Navarro, del Teso y Cía. ;
- Euskal-Eguna. Iru ekitalditan antzerkia, 1931, López Mendizabal ;
- Mateo Txistu, 1932, López Mendizabal ;
- Iparragirre, 1933, López Mendizabal ;
- Gizon Bizarpeituti eta Emazte Bizartsuti, 1935, López Mendizabal ;
- Muga. Irri-antzerkia ekitaldi bitan, 1954, Eusko Yakintza ;
- Petrikillo, 1956, Egan ;
- Jokua ez da errenta. Komeria iru ekitalditan, 1960, Itxaropena ;
- Malentxo alargun. Komeria iru ekitalditan, 1962, Auspoa ;
- Domenjon de Andía, Gipuzkoako erregia. Kondaira-dramakizuna. Iru ekitaldi (Lau gerta leku ta azken zati batean), 1965, Itxaropena ;
- California... Ku-Ku!. Drama iru ekitalditan, 1969, Itxaropena ;
- Teatro osoa euskeraz. I, 1977, La Gran Enciclopedia Vasca ;
- Teatro osoa euskeraz. II, 1977, La Gran Enciclopedia Vasca ;
- Teatro osoa euskeraz. III, 1977, La Gran Enciclopedia Vasca ;

Autres
- Escenas papeleras, 1947;
- Compendio del Poema "Euskaldunak", 1950 ;
- Bai esalea, ez esalea, traduction de l'allemand de "Der Jasager. Der Neinsager" de Bertolt Brecht, 1960;
- Galtzaundi, 1961 ;
- Gizona ta Kidea, 1962 ;
- Teatro Euskaro, dos tomos, 1965 ;
- Muñagorri Eskribaua y Teatro osoa euskeraz, (trois tomes) 1976 ;
- Elizanburu. Bere bizitza ta lanak-Su vida y sus obras, 1978 ;
- Alternativas para una factible unificación y desarrollo del euskera, 1984.